# العلاقات البالاوية الميانمارية
العلاقات البالاوية الميانمارية هي العلاقات الثنائية التي تجمع بين بالاو وميانمار.

## مقارنة بين البلدين
هذه مقارنة عامة ومرجعية للدولتين:
| وجه المقارنة                                              | بالاو                         | ميانمار          |
| --------------------------------------------------------- | ----------------------------- | ---------------- |
| المساحة (كم2)                                             | 465                           | 676.58 ألف       |
| عدد السكان (نسمة)                                         | 21.73 ألف                     | 53.37 مليون      |
| الكثافة السكانية (ن./كم²)                                 | 4.67 ألف                      | 78.88            |
| العاصمة                                                   | نغيرولمود، كورور              | نايبيداو، يانغون |
| اللغة الرسمية                                             | لغة إنجليزية، اللغة البالاوية | اللغة البورمية   |
| العملة                                                    | دولار أمريكي                  | كيات ميانماري    |
| الناتج المحلي الإجمالي (بليون دولار)                      | 291.54 مليون                  | 69.32 مليار      |
| الناتج المحلي الإجمالي (تعادل القوة الشرائية) بليون دولار | 326.12 مليون                  | 282.95 مليار     |
| الناتج المحلي الإجمالي الاسمي للفرد دولار أمريكي          | 13.50 ألف                     | 1.16 ألف         |
| الناتج المحلي الإجمالي للفرد دولار أمريكي                 | 14.76 ألف                     |                  |
| مؤشر التنمية البشرية                                      | 0.780                         | 0.536            |
| رمز المكالمات الدولي                                      | +680                          | +95              |
| رمز الإنترنت                                              | .pw                           | .mm              |
| المنطقة الزمنية                                           | ت ع م+09:00                   | ت ع م+06:30      |

## منظمات دولية مشتركة
يشترك البلدان في عضوية مجموعة من المنظمات الدولية، منها:
| علم المنظمة | اسم المنظمة                        | تاريخ انضمام بالاو | تاريخ انضمام ميانمار |
| ----------- | ---------------------------------- | ------------------ | -------------------- |
|             | مؤسسة التنمية الدولية              | 16 ديسمبر 1997     | 5 نوفمبر 1962        |
|             | مؤسسة التمويل الدولية              | 16 ديسمبر 1997     | 3 ديسمبر 1956        |
|             | منظمة حظر الأسلحة الكيميائية       | ?                  | ?                    |
|             | الأمم المتحدة                      | 15 ديسمبر 1994     | 19 أبريل 1948        |
|             | البنك الدولي للإنشاء والتعمير      | 16 ديسمبر 1997     | 3 يناير 1952         |
|             | وكالة ضمان الاستثمار متعدد الأطراف | 16 ديسمبر 1997     | 16 ديسمبر 2013       |
|             | بنك التنمية الآسيوي                | 2003               | 1973                 |
|             | يونسكو                             | 20 سبتمبر 1999     | 27 يونيو 1949        |

## وصلات خارجية
- موقع وزارة الخارجية الميانمارية